# Have A Nice Day
"Have A Nice Day" és el novè disc d'estudi de Bon Jovi. El disc va sortir al mercat el 4 de novembre del 2005. L'àlbum, produït per John Shanks, va ser registrat al Sanctuary Sound II a New Jersey, i al Ocean Way Recording a Hollywood, California. Ha venut més de 9 milions de còpies arreu del món, obtenint disc de platí als Estats Units i aconseguint la 2a posició dels més venuts a Espanya.

## Llista de cançons
| N. | Títol                                           | Durada |
| -- | ----------------------------------------------- | ------ |
| 1  | Have A Nice Day                                 | 3:49   |
| 2  | I Want to Be Loved                              | 3:49   |
| 3  | Welcome to Wherever You Are                     | 3:47   |
| 4  | Who Says You Can't Go Home?                     | 4:40   |
| 5  | Last Man Standing                               | 4:37   |
| 6  | Bells of Freedom                                | 4:55   |
| 7  | Wildflower                                      | 4:13   |
| 8  | Last Cigarette                                  | 3:38   |
| 9  | I Am                                            | 3:53   |
| 10 | Complicated                                     | 3:37   |
| 11 | Novocaine                                       | 4:49   |
| 12 | Story of My Life                                | 4:08   |
| 13 | Who Says You Can't Go Home amb Jennifer Nettles | 4:08   |

### Singles
- Have a Nice Day
- Who Says You Can't Go Home
- Welcome to Wherever You Are

Fonts: